# Te Hapua
Te Hapua ist eine kleine Siedlung im Far North District der Region Northland auf der Nordinsel von Neuseeland.

## Geographie
Die Siedlung liegt nördlich der Snipe Bay, eines der Arme des Pārengarenga Harbour. Der Ort ist über Waitiki Landing vom etwa 7 km südwestlich gelegenen New Zealand State Highway 1 aus erreichbar. Die nächstgelegene Siedlung ist Paua auf der Südseite der Snipe Bay. Die nächste größere Siedlung ist Te Kao etwa 30 km südlich und die nächstgelegene Stadt Kaitaia, liegt rund 80 km südlich.